# 1274 w polityce

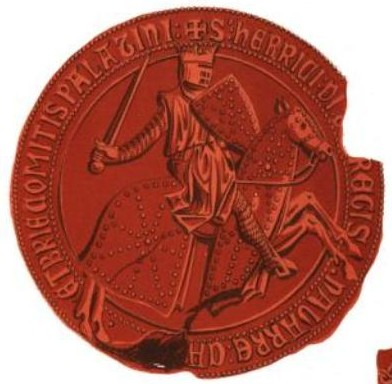
Henryk III Gruby

Wydarzenia polityczne w 1274 roku.

## Wydarzenia
- Brandenburczycy najechali Wielkopolskę[1].
- Zawarto kilkuletnią unię z Kościołem Wschodnim na II soborze lyońskim[2][3].

## Zmarli
- 22 lipca Henryk III Gruby, król Nawarry[4].